# Futebol em Família
Futebol em Família est un film brésilien sorti le 9 juin 1939 et réalisé par Ruy Costa,.

## Synopsis
L'histoire se déroule à Rio de Janeiro. Le professeur Leônidas Jau déteste le football. Dans des conférences et des articles dévastateurs, il déverse toute sa haine contre ce sport. Cependant, son fils, Gustavo, surnommé « artillero », aime ce sport et le pratique en cachette. Talentueux, il est remarqué par les foules. La vérité apparaît. Père et fils se disputent et rompent. Désemparé, le fils accepte un contrat professionnel au Fluminense Futebol Clube pour pouvoir poursuivre ses études de médecine. Mais le temps adoucit tout et transforme le professeur Leônidas en supporter numéro 1 du meilleur buteur...

## Fiche technique
- Durée : 76 minutes
- Réalisateur : Ruy Costa
- Genre : comédie
- Production : Sonofilms S.A, Alberto Byington Jr., Wallace Downey
- Distribution : DN - Distribuição Nacional
- Scénario : Ruy Costa
- Photographie : Edgar Brasil
- Son : Moacyr Fenelon
- Musique : João de Barro, Alberto Ribeiro, Alcir Pires Vermelho

## Distribution
- Jaime Costa (pt) : le professeur Leônidas Jau
- Dircinha Batista : Fifinha
- Grande Otelo : Gibi
- Arnaldo Amaral (pt) : Gustavo, « artillero »
- Ítala Ferreira (pt) : Dona Stella
- Jorge Murad (pt) : Boa-vida
- Paulo Netto : O nossa amizade
- Gaó : Gaó
- Renato Murce : Hugo Stampa
- Apolo Correia : Policial
- Olga Nobre : Catarina
- Arnaldo Coutinho : Barbeiro
- Maria Vidal (pt) : une professeure
- Alvaro Costa : Vizinho
- J. Silveira : Vidraceiro
- Edmundo Maia : Jogador
- Carminha Fernandes : Garota
- Gagliano Netto : le speaker
- Joueurs du Fluminense FC : Tim, Hércules, Romeu, Machado, Batatais, Guimarães